# Ådne Søndrål
Ådne Søndrål, född den 10 maj 1971 i Notodden i Norge, är en norsk skridskoåkare.
Han tog OS-silver på herrarnas 1 500 meter i samband med de olympiska skridskotävlingarna 1992 i Albertville. Han tog därefter OS-guld på samma distans i samband med de olympiska skridskotävlingarna 1998 i Nagano. Han tog därefter OS-brons på herrarnas 1 500 meter i samband med de olympiska skridskotävlingarna 2002 i Salt Lake City.
I världsmästerskapen har Søndrål vunnit fyra guldmedaljer, på 1 000 m 1997 och 2000 samt 1 500 m 1998 och 2001. Dessutom har han vunnit sex VM-silver.